# محمد بن شریف
سلطان سیدی محمد بن شریف (متوفای ۲ اوت ۱۶۶۴)، دومین امیر تافیلالت پس از پدرش شریف بن علی بود. او پسر ارشد پدرش بود و زمان تولدش دقیقاً مشخص نیست. او در سال ۱۶۶۴ از قلمرویش تبعید گشت و در دوم آگوست همان سال، توسط نیروهای برادر ناتنی‌اش رشید بن شریف کشته‌شد.